# Мајмоне (Месина)
Мајмоне је насеље у Италији у округу Месина, региону Сицилија.
Према процени из 2011. у насељу је живело 34 становника. Насеље се налази на надморској висини од 461 м.